# 埃蒂安港
65°9′S 63°13′W / 65.150°S 63.217°W
埃蒂安港是南極洲的海灣，位於葛拉漢地西岸，處於弗蘭德雷斯灣南部，長9公里，該海岬由讓-巴蒂斯特·夏古率領的法國探險隊繪入地圖，以該國的政治家命名。